# 牛眼馬錢
牛眼馬錢（學名：Strychnos angustiflora），別稱狹花馬錢、馬錢子、牛眼珠、牛眼球、牛眼睛、牛目周及車前樹等，為馬錢科馬錢屬植物，分佈於中國廣西、廣東及雲南等華南地區，常見於低海拔灌木叢中。在香港，被稱之為「香港四大毒草」之一，也是香港原生物種。

## 形態特徵
牛眼馬錢是一種木質藤本灌木植物。枝幹無毛，小枝上具有與葉對生的螺旋狀卷曲鉤子，鉤子長約2.5－5厘米，老枝有時變為硬刺。葉橢圓形或卵形，頂端鈍或短漸尖或急尖，基部闊急尖至圓形或微心形，全緣，對生，長約4－8厘米，寬約2.5－4厘米；葉柄長約4－6毫米；老葉草質；葉基脈3-5條，緊靠邊緣的2條葉脈極纖細。花為聚傘花序長於小枝之頂端，花基數為5，長約8－11毫米；花苞片極小，直徑約3－4厘米，花萼裂片呈卵狀三角形，急尖，披極短的柔毛，長約1毫米，花冠白色或淡黃色，冠管長約4－5毫米，裂片長圓形，外彎，約與冠管等長，冠管喉部及基部披長柔毛，子房無毛，花柱長約8毫米。花期4－6月。果為球型漿果，果皮光滑，表皮呈紅色或橙紅色，直徑約3.5－4厘米，遠看形狀貌似小桔梗。種子扁圓形，中間凹陷，直徑約1－2厘米，1－2顆，果期6－12月。

## 醫藥用途及其毒性
性味苦、性寒及大毒。全株具毒性，當中果實、種子及木質部毒性最強，樹皮及幼葉則次之。毒性成份為番木鱉鹼及馬錢子鹼等生物鹼。誤服可引致面部肌肉僵硬、全身肌肉痙攣、呼吸困難、散瞳及脊髓癱瘓等症狀，嚴重甚至可引致死亡。莖及種子可入藥，外用可通經活絡、消腫止痛，主治風濕痺痛、手足麻木及跌打損傷等。